# Service du commissariat des armées
Le Service du commissariat des armées (SCA) est un service interarmées des Forces armées françaises créé le 1er janvier 2010. Il remplace les anciens commissariats d'armée, dissous à cette même date, en reprenant la majeure partie de leurs attributions, sous les ordres du chef d'État-Major des armées.
Un commissaire général hors classe (quatre étoiles), appartenant au corps des commissaires des armées, commande la direction centrale du Service du commissariat des armées.

## Attributions
Les attributions du SCA sont fixées par le code de la défense. Relevant du chef d'État-Major des armées, il est le service d'administration générale des armées et participe à leur soutien comme à celui de la gendarmerie nationale pour l'exercice de ses missions militaires. Dans ce cadre, il conseille le commandement.
En détails, le service du commissariat des armées est chargé :
- du soutien des formations des forces armées en métropole, outre-mer et en opérations dans les domaines de la restauration, de l'habillement, de la vie en campagne, de la gestion des zones-vie et de la mobilité (uniquement pour les moyens de gamme commerciale). Dans ces domaines, il assure ou fait assurer (notamment par des marchés et contrats) le stockage, l'entretien, la mise à disposition et la gestion des matériels d'emploi commun et technique. Il participe à la conception et à la réalisation des équipements de combat et à la conception des installations d'infrastructure dédiées aux équipements et matériels qu'il approvisionne ;
- de missions juridiques (conseil au commandement et gestion des litiges/contentieux des forces), d'administration militaire, d'achats généraux et de finances publiques ;
- de mission de ressources humaines avec d'une part la gestion du corps des commissaires des armées et des aumôniers militaires et d'autre part l'emploi de militaires des trois armées et de civils pour constituer le service composé de 23 000 personnes environ.

## Organisation
L'organisation du Service du commissariat des armées est fixée par arrêté du ministre de la Défense,. Il comprend une direction centrale et des organismes extérieurs.

### Direction centrale
Le Service du commissariat des armées est dirigé par une direction centrale, installée au sein de l'Hexagone Balard et placée sous le commandement d'un officier général ayant rang et appellation de commissaire général hors classe. Depuis le 1er août 2024, le directeur central est le commissaire général hors classe Olivier Marcotte.

### Centres interarmées du soutien
Anciennement appelés centres experts, ils sont référents pour les différentes filières du SCA et relèvent de la direction centrale.
- Centre interarmées métiers et contrôle interne (CIMCI) chargé de l'expertise sur les métiers "achats", "finances", "logistique" et "contrôle interne" ;
- Centre interarmées restauration et loisirs (CIRL) chargé de l'expertise de la restauration et des loisirs ;
- Centre interarmées équipements commissariat (CIEC) chargé de l'expertise de l'habillement et des matériels de vie en campagne ;
- Centre interarmées multiservices (CIM) chargé de l'expertise sur la gestion des bases vie et des transports ;
- Centre interarmées mobilité (CIMoB) chargé de l'expertise des frais de déplacement et des déménagements ;
- Centre interarmées du soutien juridique (CIJ) chargé de l'expertise sur le métier "juridique" ;
- Centre interarmées administration des opérations (CIAO) chargé de l'expertise sur l'administration spécifique des opérations ;
- Centre interarmées solde et administration du personnel (CISAP) chargé de la solde des militaires.

### Autres organismes
Certains organismes du commissariat des armées relèvent directement de la direction centrale.
- Les plates-formes commissariat (PFC) ;
- Les services locaux du contentieux (SLC) de Bordeaux, Metz, Rennes et Toulon ;
- Les groupements de soutien des bases de Défense ;
- L'école des commissaires des armées (officiers) ;
- L'école des spécialités du commissariat des armées (sous-officiers), anciennement école des fourriers de Querqueville (EFQ)[8]
- La plate-forme affrètement et transport (PFAT) ;
- Le centre du soutien organique ;
- Le centre de conduite ressources humaines.

Certains organismes relevant de la direction centrale sont placés pour emploi auprès d'un commandement :
- Les directions du commissariat des armées d’outre-mer placées pour emploi auprès des commandants supérieurs dans les départements et les collectivités d’outre-mer des forces ou éléments de forces à l’étranger (DICOM/GSBdD)
- Les directions du commissariat des armées en opération extérieure placées pour emploi auprès des commandants des forces françaises engagées en opérations hors du territoire national (DIRCOM)
- Les détachements mixtes du commissariat (DMC), placés pour emploi auprès des commandants des éléments des forces françaises engagées en opérations hors du territoire national.

Certains organismes relèvent d'un centre interarmées du soutien :
- Organismes relevant du CIMCI : les établissements logistiques du commissariat des armées (ELOCA) qui en 2019 sont à[9] :
  - Établissement logistique du commissariat des armées de Châtres (Habillement/équipement du combattant)
  - Établissement logistique du commissariat des armées de Roanne (Niveau technique d'intervention ou NTI2 et 3) des matériels de campagne. Le niveau 3 correspond à un niveau de maintenance très élevé, quasiment de la reconstruction. Le niveau 2 est un niveau de maintenance élevé)
  - Établissement logistique du commissariat des armées de Brétigny (Habillement + matériels de campagne)
  - Établissement logistique du commissariat des armées de Marseille (Habillement + matériels de campagne)
- Organismes relevant du CIEC :
  - Établissement logistique du commissariat des armées d'Angers (conditionnement et approvisionnement des rations de combats)
  - Le laboratoire du commissariat des armées (LABOCA) à Angers

- Organismes relevant du CISAP :
  - Le centre interarmées de la solde (CIAS)
  - L'établissement national de la solde (ENS, ex-SESU)
  - Le centre d’administration ministériel des indemnités de déplacement (CAMID)

- Organisme relevant du CIM :
  - L’établissement de diffusion, d'impression et d'archives du commissariat des armées (EDIACA)
- Organismes relevant du CIRL :
  - Les centres de production alimentaire.

Enfin un organisme est indépendant et relève du directeur central :
- Inspection du commissariat des armées[10]

## Fusion des corps
Le décret no 2008-950 du 12 septembre 2008 précisait les statuts particuliers des commissaires de l'Armée de terre, des commissaires de la Marine et des commissaires de l'air. Ce décret a été abrogé par le décret no 2012-1029 du 5 septembre 2012 définissant le statut de commissaire des armées. Ce décret précise également les modalités selon lesquelles, entre le 1er septembre 2014 et le 1er janvier 2016, les officiers des autres corps à spécialité administrative (officiers des corps techniques et administratifs de l'Armée de terre, de la Marine, du Service de santé des armées, de l'Armement et du Service des essences des armées ainsi que les officiers des bases de l'air et les officiers du cadre spécial) pourront être admis dans le corps des commissaires des armées.
Toutefois, les commissaires portent un "insigne d'ancrage" (terre,mer,air,santé ou armement) les rattachant à une armée ou un service :
- armée ou service de provenance, pour les commissaires "historiques" entrés en service avant le 1er janvier 2013 ;
- armée ou service choisi lors de l'admission au concours, pour les commissaires entrés en service postérieurement à cette date.

L'insigne d'ancrage existe en deux versions : monocolore (or) et bicolore (or et argent) en fonction de l'ancienneté dans les formations d'ancrage.

## Évolution
Un rapport de la Cour des comptes du 20 novembre 2023 retient que " malgré des réformes visant à améliorer la qualité du service rendu au plus près des personnels soutenus, ce service dispose de leviers insuffisants en matière de ressources humaines et budgétaires pour exercer la plénitude de ses missions. Si les démarches d'externalisation et de numérisation de ses activités traduisent sa volonté de modernisation, son organisation demeure encore trop complexe et rigide. Prenant désormais en compte l'hypothèse d'un engagement majeur, l'évolution de l'outil de défense qui sous-tend la nouvelle loi de programmation militaire doit conduire le ministère à réfléchir au modèle de soutien souhaité, à l'adaptation éventuelle de son organisation et des moyens à mettre en œuvre ".

## Grades des commissaires des armées
| Désignation                            | Appellation verbale               | Appellation écrite                          | Niveau de commandement habituel                                                                                 | Insignes |
| -------------------------------------- | --------------------------------- | ------------------------------------------- | --- | -------- |
| Officiers généraux                     |                                   |                                             | |          |
| Commissaire général hors classe        | Monsieur ou Madame le commissaire | Monsieur ou Madame le commissaire général   | Directeur central du Service du commissariat des armées et inspecteur du Service du commissariat des armées     |          |
| Commissaire général de première classe | Monsieur ou Madame le commissaire | Monsieur ou Madame le commissaire général   | Directeur central adjoint ou sous-directeur ou directeur de centre expert                                       |          |
| Commissaire général de deuxième classe | Monsieur ou Madame le commissaire | Monsieur ou Madame le commissaire général   | Sous-directeur ou directeur de centre expert                                                                    |          |
| Officiers supérieurs                   |                                   |                                             | |          |
| Commissaire en chef de première classe | Monsieur ou Madame le commissaire | Monsieur ou Madame le commissaire en chef   | |          |
| Commissaire en chef de deuxième classe | Monsieur ou Madame le commissaire | Monsieur ou Madame le commissaire en chef   | |          |
| Commissaire principal                  | Monsieur ou Madame le commissaire | Monsieur ou Madame le commissaire principal | |          |
| Officiers subalternes                  |                                   |                                             | |          |
| Commissaire de première classe         | Monsieur ou Madame le commissaire | Monsieur ou Madame le commissaire           | |          |
| Commissaire de deuxième classe         | Monsieur ou Madame le commissaire | Monsieur ou Madame le commissaire           | |          |
| Commissaire de troisième classe        | Monsieur ou Madame le commissaire | Monsieur ou Madame le commissaire           | Élève de deuxième année de l'École des commissaires des armées ou Officier sous contrat (OSC) de première année |          |
| Aspirant commissaire                   | Monsieur ou Madame le commissaire | Monsieur ou Madame le commissaire           | Élève de première année de l'École des commissaires des armées ou Volontaire aspirant commissaire (VAC)         |          |